# Mașină de făcut pâine

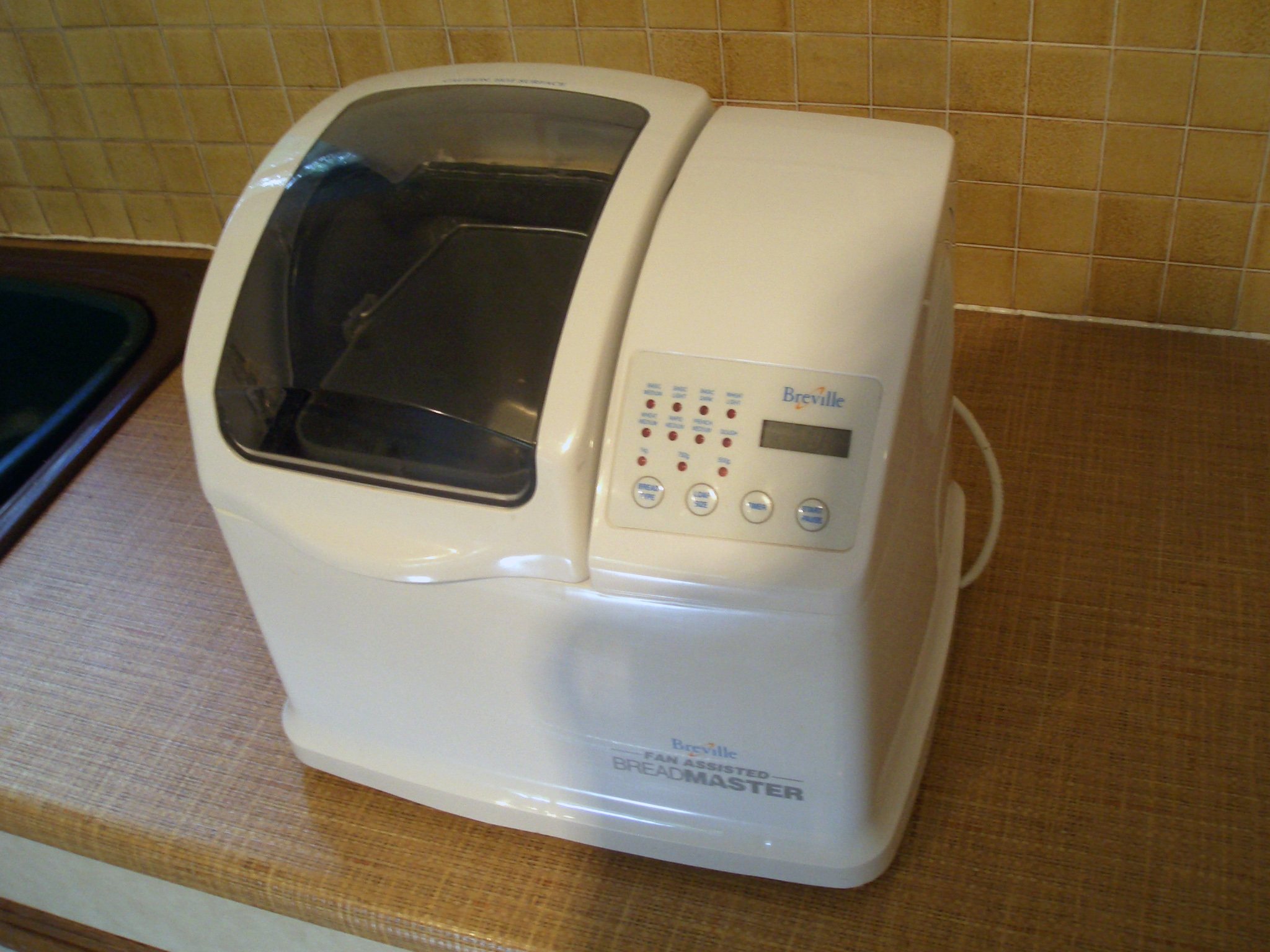
Mașină de pâine

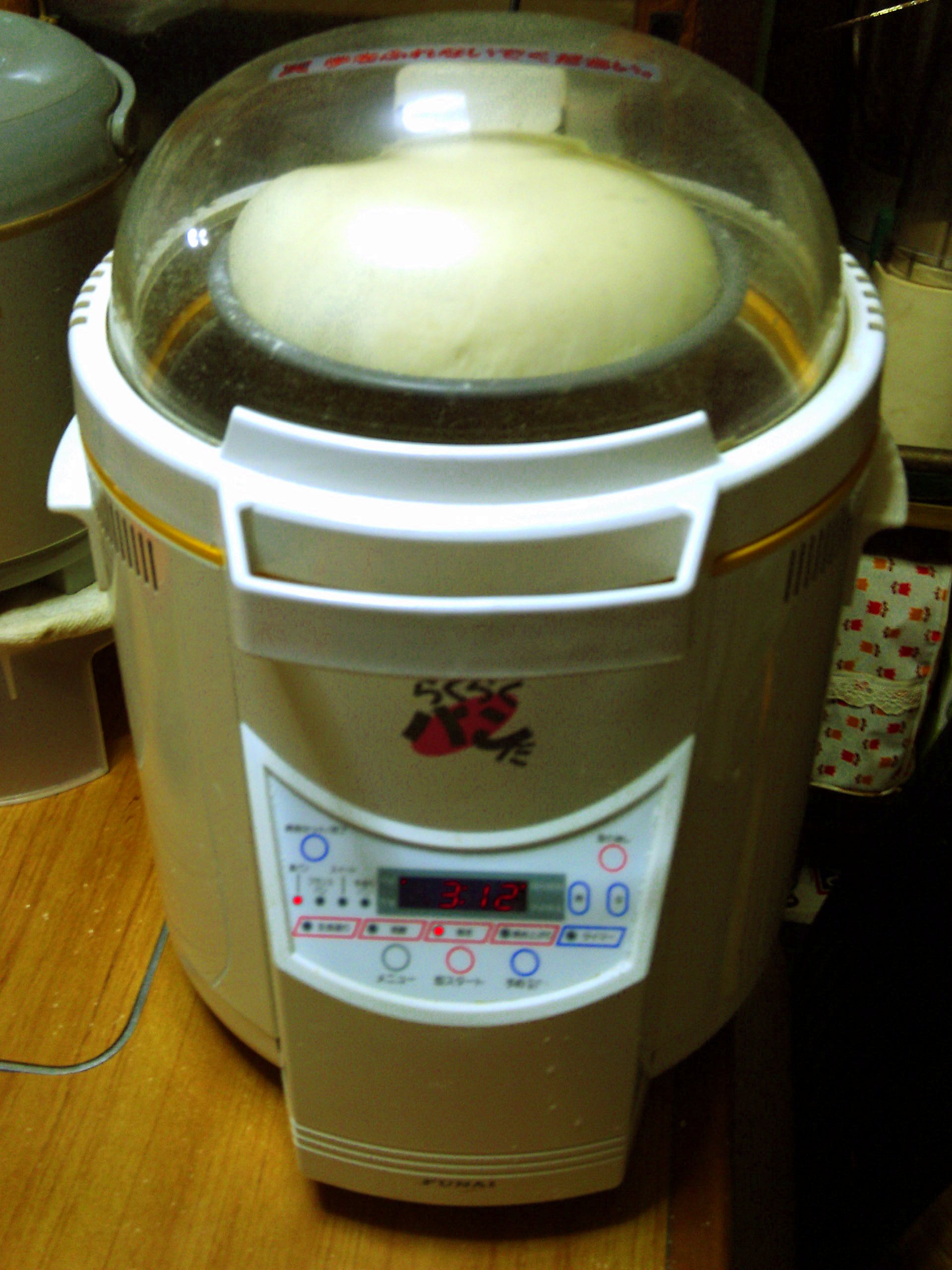
Raku Raku Pan Da - Prima mașină automata de facut pâine

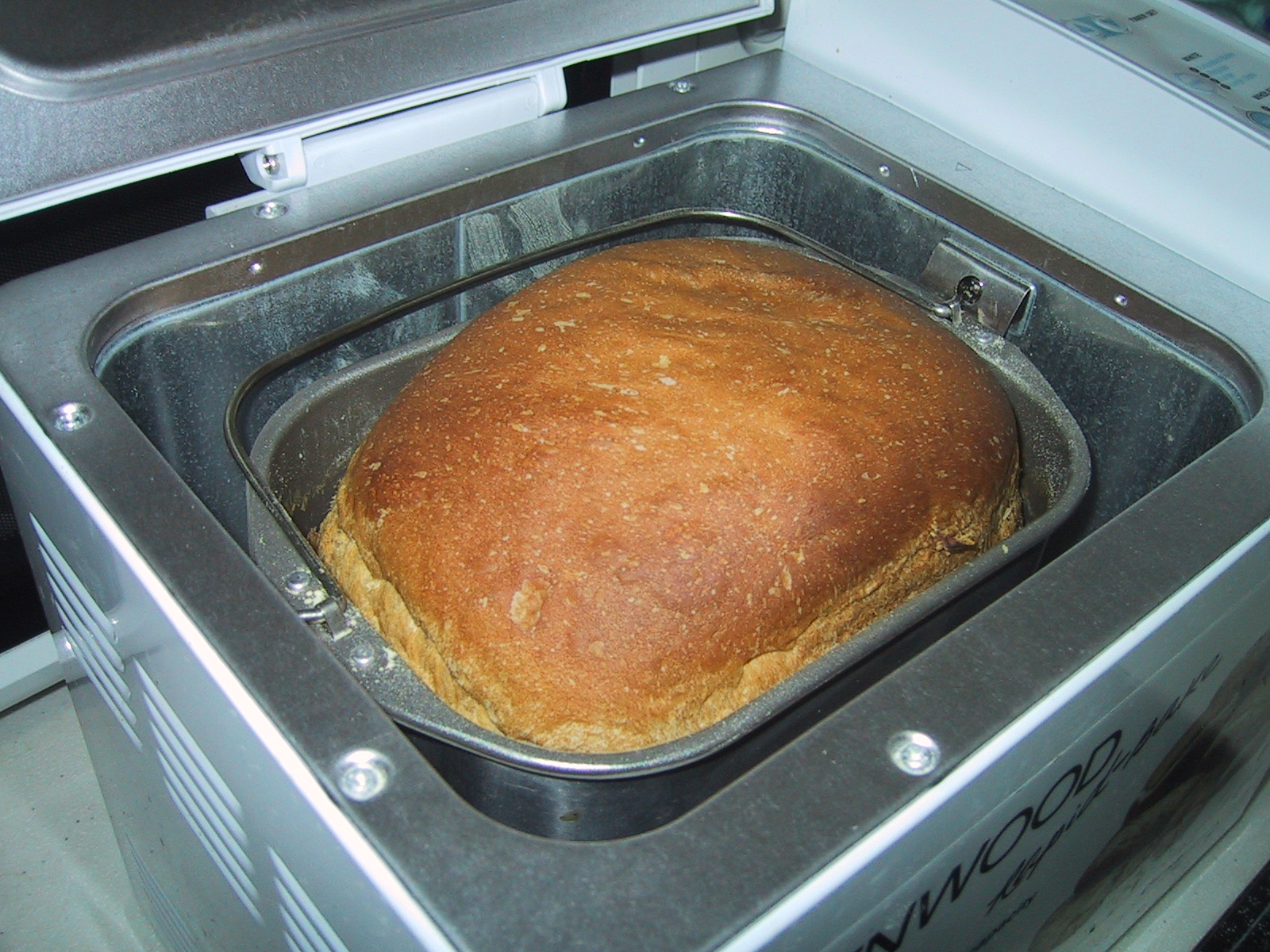
Pâinea proaspăt coaptă într-o mașină de pâine

Mașina de pâine este un aparat electrocasnic folosit pentru prepararea și coacerea pâinii. Este formată dintr-un recipient care are încorporat în partea inferioară una sau doua palete de amestecare. De asemenea, aparatul de făcut pâine are și un mic computer ce preia comenzile primite prin panoul de control.

## Istorie
Prima mașină de pâine a fost fabricată în Japonia în 1986 de Matsushita Electric Industrial Co. (acum Panasonic). 